# Antonello Colledanchise
Antonello Colledanchise (Alguer, Italia, 1951) es un poeta y cantante italiano. 

## Biografía
Comienza a escribir poesía y canciones en alguerés en el 1972, con su primera canción "Alabama (1972)".
Desde 1983 participó en algunas grabaciones colectivas: en el MC Sonant i cantant (en español: Tocando y cantando) publica “La munyica” [“La muñeca”] y “Ninna nanna”. En 1986 publicó, junto con el también cantante Franco Cano, algunas MC con el título Poesies per cantar [Poesías para cantar], que reúnen temas escritos y compuestos por él (“Salvem l’Alguer” [“Salvemos a Alguer”], “Peix de terra” (“Pez de tierra”), “Blanca flor de Sardenya” [“Blanca flor de Cerdeña”], “Poesia dels ulls” [“Poesía de los ojos”]...) i de Cano (“Lo maco del país” [“El tonto del pueblo”], “Hòmens” [“Hombres”], “Amors” [“Amores”]...).
En 1994 publicó Cançons de l’Alguer [Canciones de Alguer], una antología de cantos populares para las escuelas para favorecer el aprendizaje de la lengua algueresa mediante la canción.
En 1999 publica el CD Si parlem d’amor [Si hablamos de amor], de la coral Panta Rei, con 16 canciones, nuevas y viejas.
En 2000 el CD Andiras de Paolo Zicconi presenta “Cançó d’hivern” [“Canción de invierno”], una canción de Colledanchise con música de Enrico Riccardi.
Ese mismo año, la cantante Franca Masu presenta su primer CD, El meu viatge [Mi viaje], con tres canciones de Antonello Colledanchise.
En 2001, el grupo musical de Sassari HumaniorA presenta el CD Poesías, un CD de canciones que constituyen un camino cultural en las distintas variantes lingüísticas de Cerdeña. Para la variante algueresa escogieron la canción “Debaixa la tarda” [“Cae la tarde”], de Colledanchise.
En 2002 publica en Barcelona el CD Cançons alguereses [Canciones algueresas], un álbum con 18 canciones, casi todas tradicionales antiguas, destinado a los alumnos de las escuelas.
En marzo de 2003 participa en una gira por Brasil con el grupo Panta Rei.
En 2008 publica el CD Tot se’n vola [Todo vuela], que incluye 15 canciones interpretadas por el grupo Panta Rei.
Ha colaborado con la cantante Franca Masu (tres canciones: “És ja arribat l’hivern”, “Lo corral de vidre” y “Les ondes de la mar” están en su primer CD El meu viatge), con arreglos de Mark Harris y Enzo Favat; con Paolo Zicconi (“Cançó d’hivern”, musicada por Enrico Riccardi) y con el grupo de Sassari HumaniorA. Finalmente ha colaborado con el cantautor Pino Piras: en 1974 escribieron juntos “La vera mare” [“La madre auténtica”] (letra de Pino Piras y música de Antonello Colledanchise), en 1984, “Lo plor de la mare” (letra de Antonello Colledanchise y música de Pino Piras). También es de ellos “Pregadoria a sant Miquel” [“Plegaria a san Miguel”] (letra de Antonello Colledanchise y música de Pino Piras).
Se han interesado en él varias emisoras de televisión locales y nacionales, como Raiuno, Raidue, Rai-tre, TV3, Canale-5 y otras.

## Premios
- En 1973 gana el 2º premio del Festival de la Canción Algueresa con la canción “Ninna nanna”.
- En 1974 gana el Diploma al Mérito de los Jocs Florals [Juegos Florales] por la composición “Li havien dit” [“Le habían dicho”], una canción contra la guerra.
- En 1978 gana el premio del jurado por la mejor letra en el Festival de la Canción Algueresa con la canción “La llibertat” [“La libertad”].
- En 1980 gana el primer premio de poesía Città di Ozieri con la poesía “Lo corral de vidre” [“El jardín de cristal”], después grabada por Franca Masu en su primer CD, El meu viatge.
- En 1984 gana el primer Premio Internacional de Poesía Luciano Mastino con la poesía “La pau sempre amagada” [“La paz siempre escondida”]. El premio fue organizado por un grupo de intelectuales y literatos sardos (como el Profesor Nicola Tanda, P. Tola, Giovanni Lilliu y otros).
- En 1986 gana el primer premio del jurado de expertos por la canción “Salvem l’Alguer”, que también gana el Premio de la Crítica por la mejor letra, en el Festival de la Canción Algueresa.
- En 1990 gana el primer Premio de Poesía Rafael Sari con “Lo plor de la mare” [“El lloro de la madre” ] (musicada por Pino Piras en 1984).
- En 1990 también gana el primer premio en el Festival de la Canción Algueresa con “És ja arribat l’hivern” [“Ya ha llegado el invierno”], que posteriormente también fue grabada por la cantante Franca Masu.
- En 1996 gana el primer Premio de Poesía Sarcidano con “Per què?” [“¿Por qué?”].
- En 2002 gana el primer Premio Faber –intitulado al cantautor italiano Fabrizio De Andrè— con la canción “Sem com a ondes de mar” [“Somos como olas de mar”].
- En noviembre de 2011 gana el Premio Santa Cecilia, otorgado por la Banda Musicale A. Dalerci de Alguer, por su larga carrera poética y musical, con la que ha contribuido a la difusión de la lengua y de la cultura algueresas en los ámbitos nacional e internacional.